# Andrea Cocco
Andrea Cocco (* 8. April 1986 in Cagliari) ist ein italienischer Fußballspieler.
Der Stürmer spielte bislang überwiegend in Sardinien. Von Cagliari wurde er zwischenzeitlich an den Serie C1-Verein SSC Venedig ausgeliehen. 2007 wechselte Andrea Cocco in die dritte Liga zum AC Pistoiese. Nach einer Spielzeit bei Rovigo Calcio spielte er in der Saison 2009/10 in seiner sardischen Heimat für Polisportiva Alghero. Zur Saison 2010/11 wurde er vom Zweitligisten UC AlbinoLeffe verpflichtet. Von 2012 bis 2014 stand er bei Hellas Verona  unter Vertrag, von wo aus er aber in der Saison 2013/14 an Reggina Calcio ausgeliehen wurde. Nach einer Saison bei Vicenza Calcio steht er seit 2015 bei Delfino Pescara 1936 unter Vertrag. Von hier aus wurde er in der Saison 2016/17 an Frosinone Calcio und 2017 zeitweise an den AC Cesena ausgeliehen.